# 선거교서
선거교서(選擧敎書, 영어: Writ of election, 프랑스어: Bref d'élection)는 선거를 공표하기 위해서 정부가 발령하는 영장이다. 선거교서는 주로 입헌군주제를 표방하는 영국 연방 왕국 소속의 나라에서 발령하여 총선거를 치루는 대표적인 방법이다. 한편 대통령제를 표방하는 미국은 주지사가 의회의 의원을 다시 뽑을 수 있는 방법은 (같은 영어 용어로) 보궐선거시행영장을 발부한다.

## 영국 연방 왕국
선거교서는 영국과 캐나다에서 하원 의원을 모두 새로 뽑을 수 있는 총선거를 실시하는 유일한 방법이다. 각 정부가 의회의 해산을 신청하거나 의회법대로 요구한다면 영국의 경우는 상법부서기가 모든 선거구에 선거교서를 발부한다. 한편 캐나다에서는 선거관리장이 모든 연방선거구에 발부한다.
오스트레일리아에서는 총독이 선거교서를 하원에 발부하여 하원선거를, 그리고 총독이 선거교서를 각 주와 준주의 부총독에 발부하여 상원선거를 치른다. 주와 준주의 부총독도 선거교서를 주와 준주의 입법기관에 발부한다. 선거교서는 선거관리위원으로 보내져서 선거기간 이후에 반드시 반납해야 한다.